# Рьё-ан-Валь
Рьё-ан-Валь (фр. Rieux-en-Val) — коммуна во Франции, находится в регионе Лангедок — Руссильон. Департамент коммуны — Од. Входит в состав кантона Лаграс. Округ коммуны — Каркасон.
Код INSEE коммуны — 11314.

## Население
Население коммуны на 2008 год составляло 82 человека.
| 1962 | 1968 | 1975 | 1982 | 1990 | 1999 | 2008 |
| ---- | ---- | ---- | ---- | ---- | ---- | ---- |
| 89   | 105  | 99   | 86   | 82   | 84   | 82   |

## Экономика

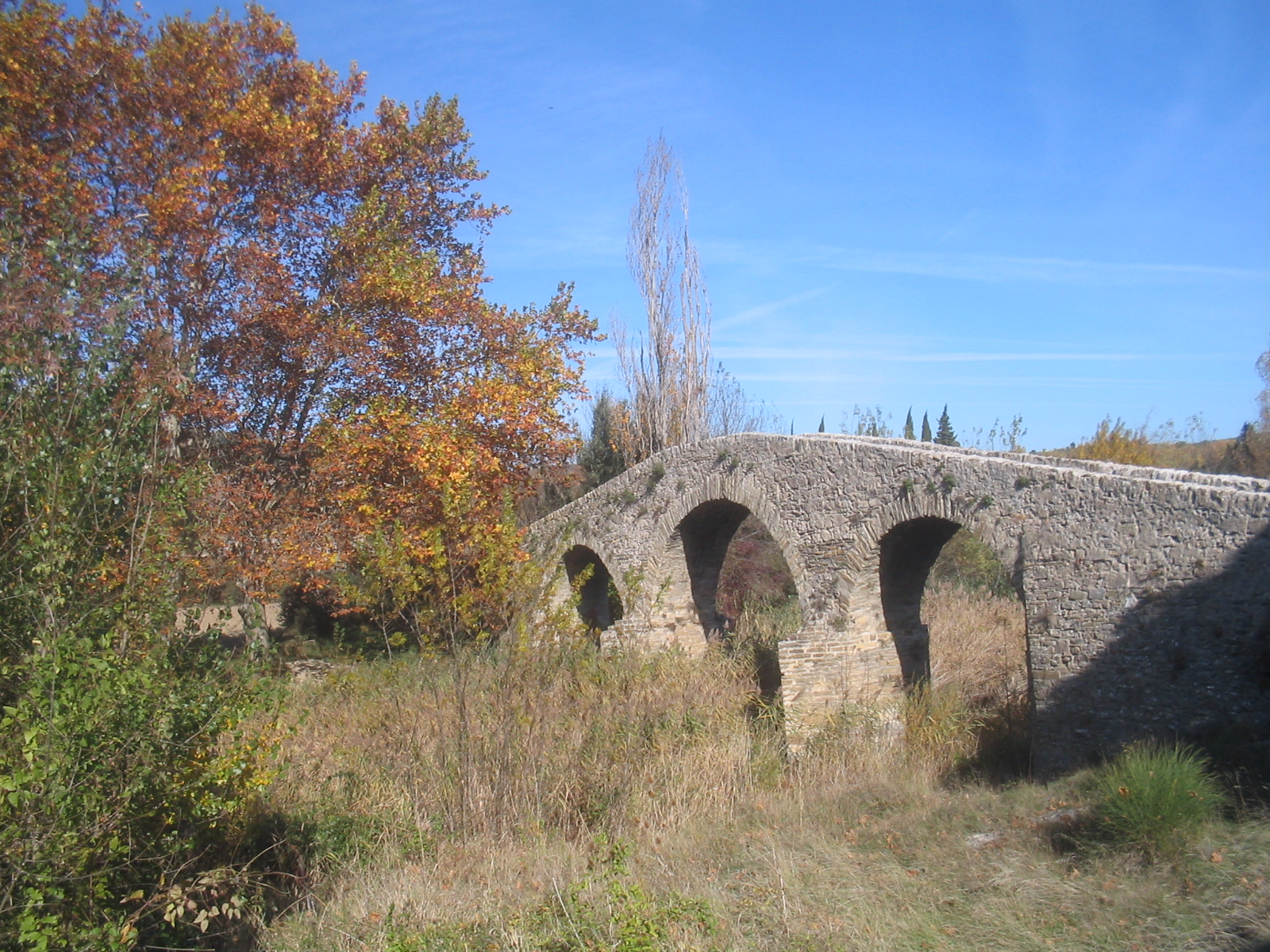
Древний мост

В 2007 году среди 46 человек в трудоспособном возрасте (15—64 лет) 31 были экономически активными, 15 — неактивными (показатель активности — 67,4 %, в 1999 году было 71,4 %). Из 31 активного работали 28 человек (16 мужчин и 12 женщин), безработными были 3 женщины. Среди 15 неактивных 2 человека были учениками или студентами, 8 — пенсионерами, 5 были неактивными по другим причинам.